# Balance (constellation)
Libra
Pour les articles homonymes, voir balance.
La Balance est une constellation du zodiaque traversée par le Soleil du 31 octobre au 22 novembre. Dans l'ordre du zodiaque, elle se situe entre la Vierge à l'ouest et le Scorpion à l'est.
La Balance désigne également un signe du zodiaque correspondant au secteur de 30° de l'écliptique traversé par le Soleil du 23 septembre au 22 octobre. C'est dans ce sens qu'il sert au repérage des déplacements planétaires, encore utilisé en astrologie.
C'est une constellation modeste qui ne contient aucune étoile de première magnitude. Elle était jadis considérée comme les pinces du scorpion (ses étoiles en tirent leur nom). Dans la mythologie classique, elle était la balance d'Astrée, la déesse vierge de la Justice, la déesse elle-même étant représentée par une constellation voisine, la Vierge.

## Nomenclature, histoire et mythologie

### En Mésopotamie
Comme cela est attesté sur des Tables astronomiques du XIe siècle av. J.-C., ZI.BA.AN.NA = Zibānītu, qui est une type particulier de « Balance » est, au tout début, le nom d’une étoile correspondant à Alpha Librae.

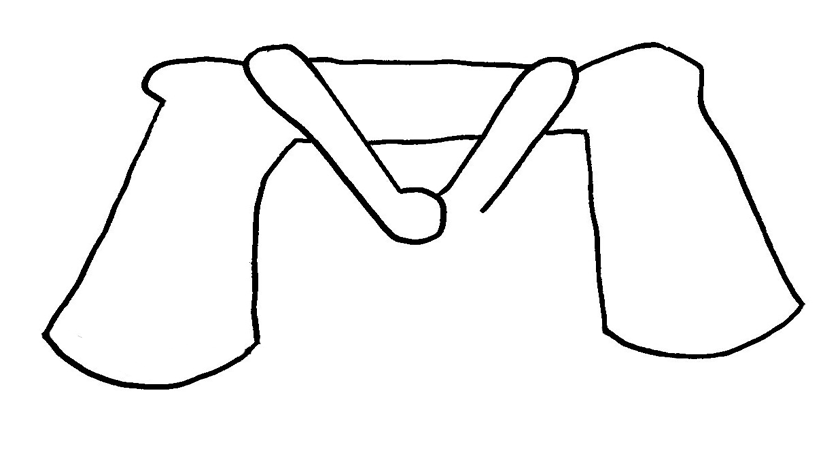
RÍN = gišrinnu, la Balance sur un sceau d'Urak/Warka d'époque séleucide.

C’est au tout début du début du 1er millénaire av. è.c., que le ciel mésopotamien est organisé en constellations, c’est-à-dire que les étoiles sont désormais nommées par leur situation dans les figures célestes, et ZI.BA.AN.NA = Zibānītu, est désormais celui d’une constellation, encore appelée RÍN, « la Balance ». Cela est attesté dans les fameux éphémérides connus des Grecs qui s’étalent de 652 av. é.c à 61 de notre ère, où l’étoile α Lib est RÍN šá ULÙ, « la Balance Australe », et β Lib RÍN šá SI, « la Balance boréale », sachant que RÍN est l’abréviation de giš.ERÍN = gišrinnu, qui est le nom commun de « la Balance ».
Du point de vue astronomique, la constellation de la Balance est peut-être placée à l'équinoxe d'automne pour représenter l'équilibre entre la durée du jour et de la nuit.
Dans la mythologique, ZI.BA.AN.NA = Zibānītu, « la Balance », est l’emblème de Kittu et Mišāru, les ministres de UTU = Šamaš, « le Soleil », dieu de la Justice, couple qui incarne « le Droit et l’Équité », expression figée que nous rencontrons déjà dans le Code de Ḫammurabi.

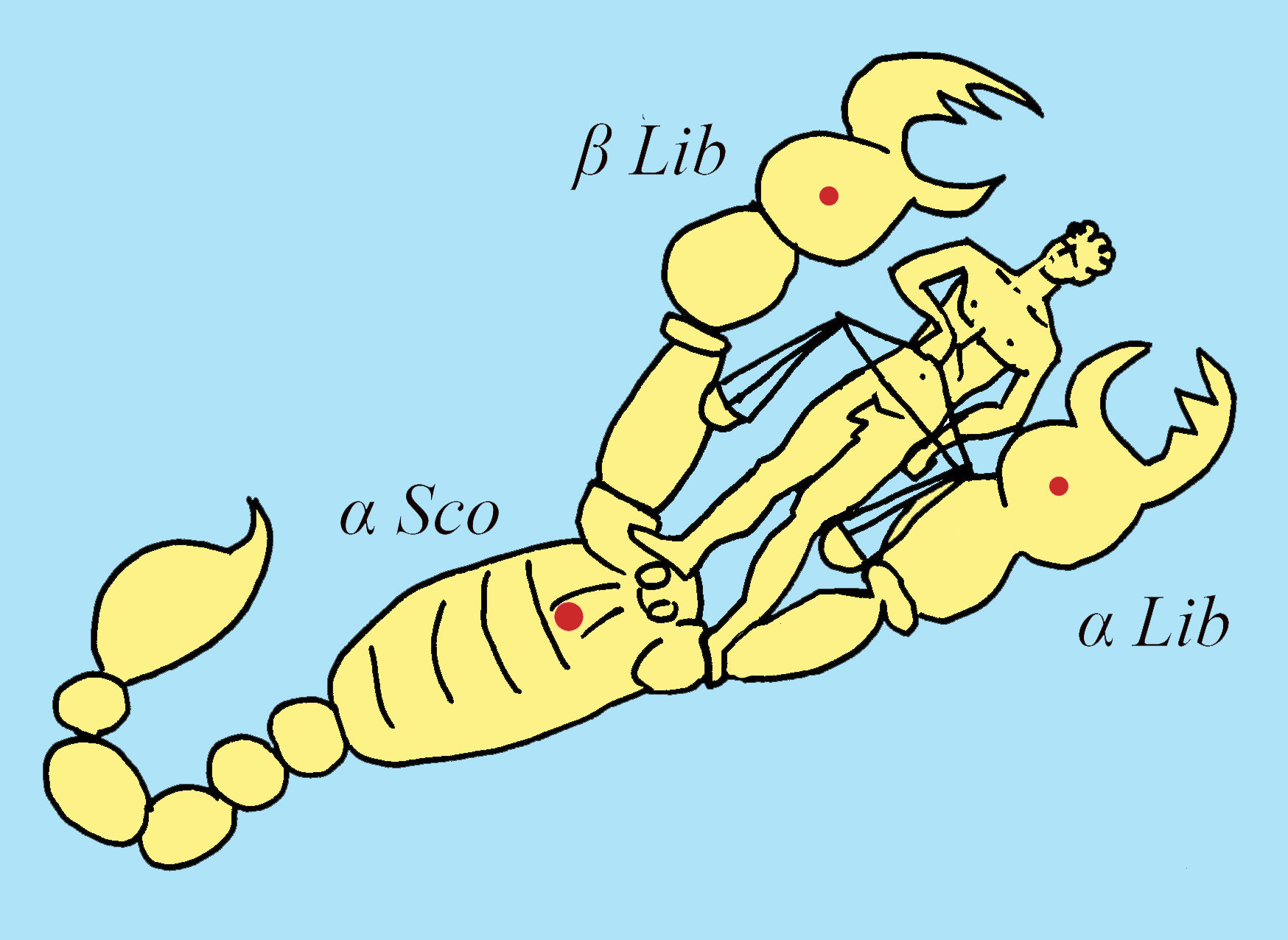
Les figures du Scorpion et de la Balance mésopotamiennes, puis grecques et arabes, sur le zodiaque du temple de Bēl à Tadmor / Palmyre.

On sait également que mul.ZI.BA.AN.NA SI mul.GÍR.TAB, soit « la Balance = les Cornes [soit « les Pinces du Scorpion », comme cela est écrit sur la tablette dite MUL.APIN, le premier traité d'astronomie mésopotamienne, découvert à Ninive dans la bibliothèque d'Assurbanipal et datant au plus tard de 627 av. J.-C., ce qui est à l’origine deux figures concurrentes sur le même espace de l'écliptique, dont vont hériter les Grecs comme les Arabes.

### En Grèce
Les Grecs connaissent en effet tout d’abord la figure nommée Κηλαί / Kēlaí, « les Pinces », attestée chez Eudoxe puis empruntée aux Mésopotamiens comme partie de Σκορπίος / Skorpíos. Bien après, lorsqu’ils héritent du zodiaque, ils appellent de ce même nom, Κηλαί / Kēlaí, le signe placé entre Λέων / Léōn et Σκορπίος / Skorpíos, que les Mésopotamiens n’ont, pour leur part, jamais désigné d’autre manière que par [E]RÍN = gišrinnu, « la Balance ». C’est bien plus tard encore, à partir de Geminos, que l’astronomie hellénistique finit par conférer au signe zodiacal le nom Ζυγός / Zugós, « fléau d’une balance, d'où balance », à l’instar de l’araméen Qanyā [šalmā], « le Fléau [juste] ». Cette dualité de figures est parfaitement rendue par le zodiaque du naos du temple de de Bēl à Tadmor / Palmyre, construit en 32 de notre ère et récemment détruit par Daech. On y voyait un Grand Scorpion embrassant dans ses Pinces un personnage soutenant une balance. Naturellement les Grecs adaptent cette figure à leur propre imaginaire. Selon Ératosthène, La constellation est vue comme la balance où Zeus plaça le sort des Grecs et des Troyens pendant la guerre de Troie, soit considérée comme étant la balance d'Astrée (ou Thémis) lorsque cette dernière quitta la terre pour devenir la constellation de la Vierge. On pense que ce sont les Romains qui ont introduit cette constellation dans le corpus.

### À Rome
De leur côté, les Latins font de cette figure Libra, « la Balance », tandis que nous avons rarement Cholae, qui est le grec Κηλαί / Kēlaí, « les Pinces », et Jugum, qui est le grec Ζυγός / Zugós, ce qui prouve une véritable adaptation à la culture romaine puisque Libra correspond à ce que appelons « balance romaine », qui est un instrument à un seul plateau alors que l’iconographie classique de la constellation est une balance à deux plateaux que les Latins nomment truttina, qui vient du grec Τρυτάνη / Trutánē. On rencontre même parfois Librae, qui est une forme plurielle. On peut ici faire le rapprochement avec l’araméen מאזניא (Moznayya), d’où vient l’hébreu מאזניים (Moznayim), et qui est aussi un pluriel, ce qui conduit à penser que les auteurs Latins ont fait une large utilisation de ce qu’à côté de la Sphaera graecana, le philosophe Nigidius Figulus, ami de Cicéron, nommait la Spheara barbarica, et dont les riches matériaux furent constamment renouvelés par des apports réguliers de sources syriennes et mésopotamiennes,.

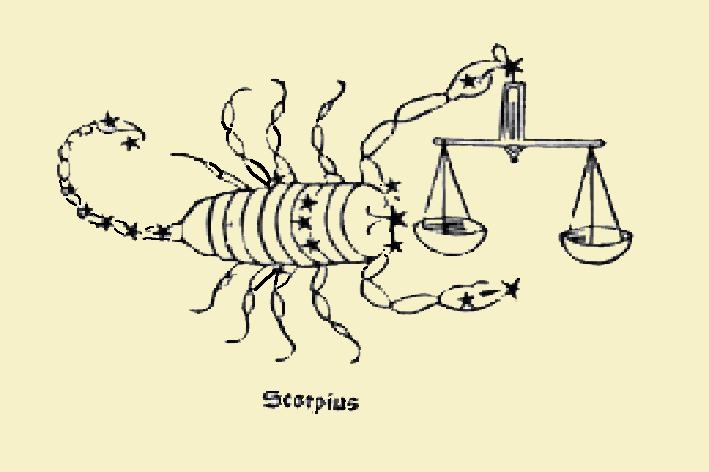
Les figures liées de Libra et Scorpius dans l’édition de 1482 du Poeticon astronomicon d’Hyginus, Venise.

La figure de la Balance apparaît dans le Calendrier julien en 46 av. J.-C. mais elle était déjà présente à l'époque de l’Égypte antique, notamment sur le zodiaque retrouvé dans le temple d'Esna construit par Ptolémée VIII.

### Chez les Arabes
Chez les Arabes, il faut distinguer le ciel traditionnel qui comprend les manāzil al-qamar ou « stations lunaires », et ciel gréco-arabe, c’est-à-dire celui que les astronomes classiques ont repris des Grecs au IXe siècle de notre ère.
Quand ils reprennent Ptolémée et les traités astronomiques grecs, un certain nombre d’astronomes arabes nomment, à la suite d’al-Ḥağğāğ cette constellation الميزان al-Mīzān, « la Balance », tandis que d’autres, à la suite de Išḥāq b. Hunayn, al-Zubānayyin. Il connaissait en fait déjà ce nom, qui était celui du 7e signe du zodiaque, attesté dans l’horoscope de fondation de la ville de Baghdad en 762, ainsi que nous rapporte l’érudit persan al-Bīrūnī, et venu de Babylone par le canal d’un dialecte araméen occidental, sachant que nous avons Muznayya dans le zodiaque de Qumrān.
Mais dans le ciel traditionnel, le couple αβ Lib constituait la XIVe des (manāzil al-qamar) ou « stations lunaires », sous le nom le nom الزبانى al-Zubānā, probablement par le canal du mandéen, un dialecte araméen oriental d’Irak, dans lequel une « balance » se dit zibānīta. Or, sous l’influence des Grecs qui voyaient dans cette région les Pinces du Scorpion, les philologues arabes veulent expliquer al-Zubānā par la racine √ZBN, « pousser », en donnant à tort à ce mot le sens de « pinces », sens qu’ils étendent à la constellation du Cancer (voir α Cnc).
Les noms d’étoiles empruntés aux Arabes que livrent les catalogues contemporains puisent à ces deux sources arabes.

### En Europe

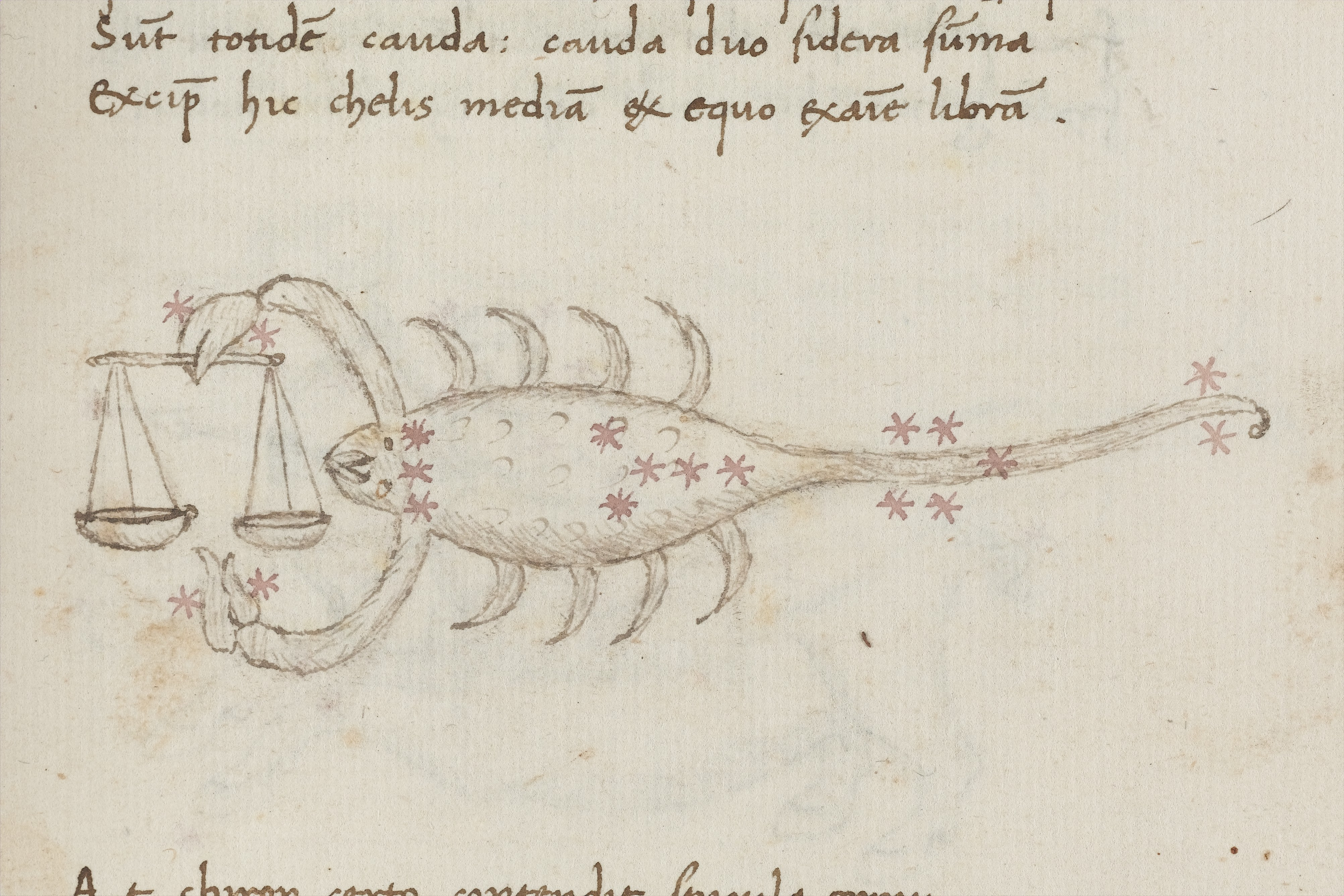
les figures liées de Libra et Scorpius dans l’Astronomicon de Basinio de Parme (1425-1457)

Au Moyen Âge, les clercs latins connaissaient le nom Libra par les encyclopédies et les quelques manuscrits des Aratea, c’est-à-dire les versions latines des Φαινόμενα d’Aratos, à leur disposition, mais ils connurent dès l’an mil le nom arabe de cette figure. Nous lisons ainsi, chez Gérard de Crémone (ca. 1175) : Stallation Zubenen & est Libra, i.e, qui reprend tel quel Isḥāq b. Ḥunayn qui écrit:  كوكب الزبانين وهو الميزان kawkab al-Zubanayn wa huwwa al-Mīzān. À son époque, on ne lit pas encore le nom grec dans le texte, ce qui n’adviendra qu’à la Renaissance. On trouve par exemple, dans l’Uranometria de Johann Bayer (1603), une liste de noms connus dans les différentes langues, selon l’usage de l’époque : non seulement Παρθένος, mais encore notamment Azubene, qui est la transcription de l’arabe  الزبانان al-Zubānān, « les Deux Pinces », soit le nom de la figure dans le ciel arabe traditionnel, et Mizan, faussement attribué à l’hébreu (qui donne מאזניים Moznayim) et est en fait l’arabe الميزان al-Mīzān, le com de la consteltaion dans le ciel gréco-arabe. Ces noms figurent encore dans plusieurs catalogues jusqu’à ce que la nomenclature approuvée en 1930 par l’Union astronomique internationale (AUAI) ne chasse définitivement les appellations autres que Libra, à l’exception du grec Ζυγός.

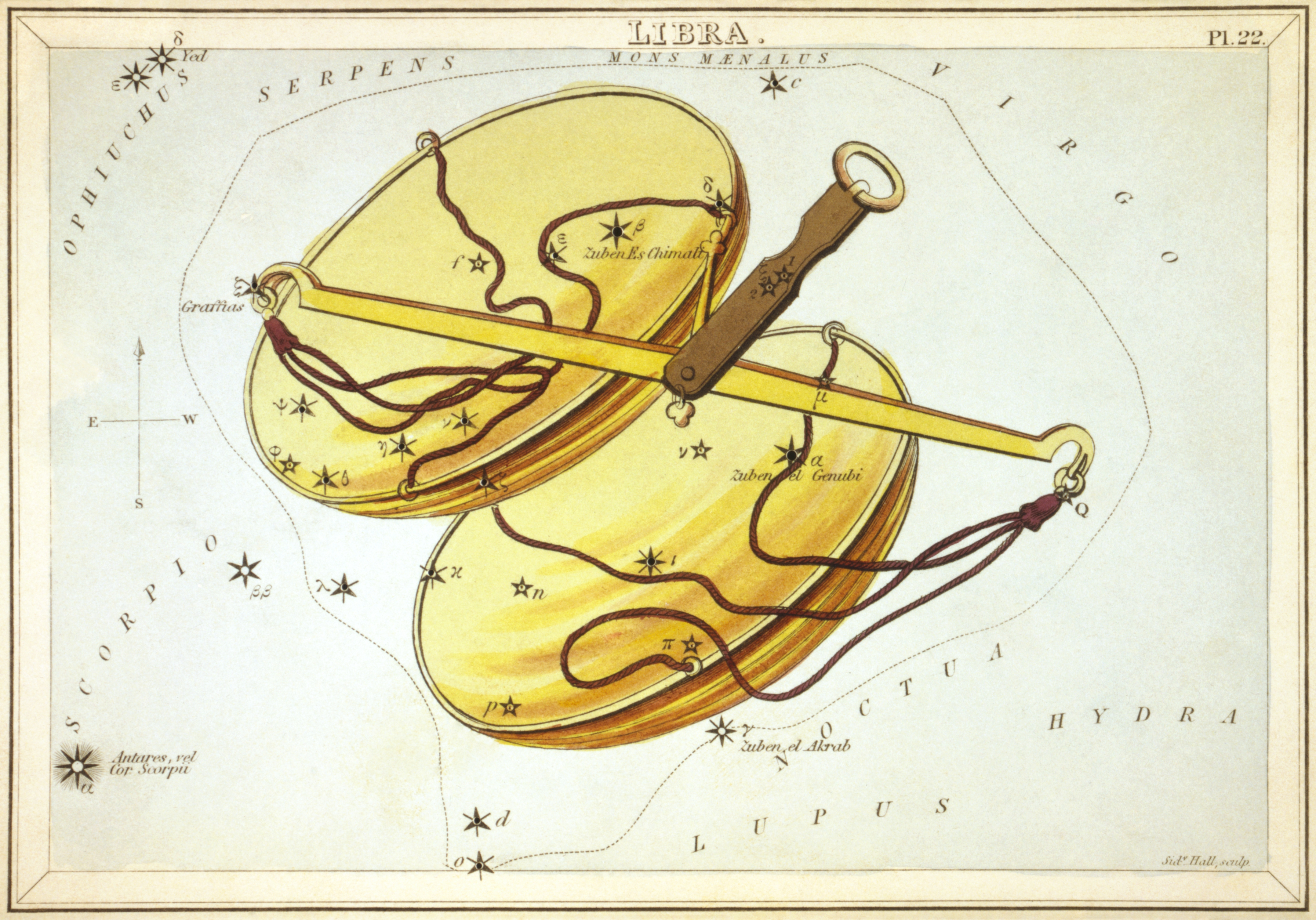
La figure de Libra dans Urania's Mirror, Londres, 1824

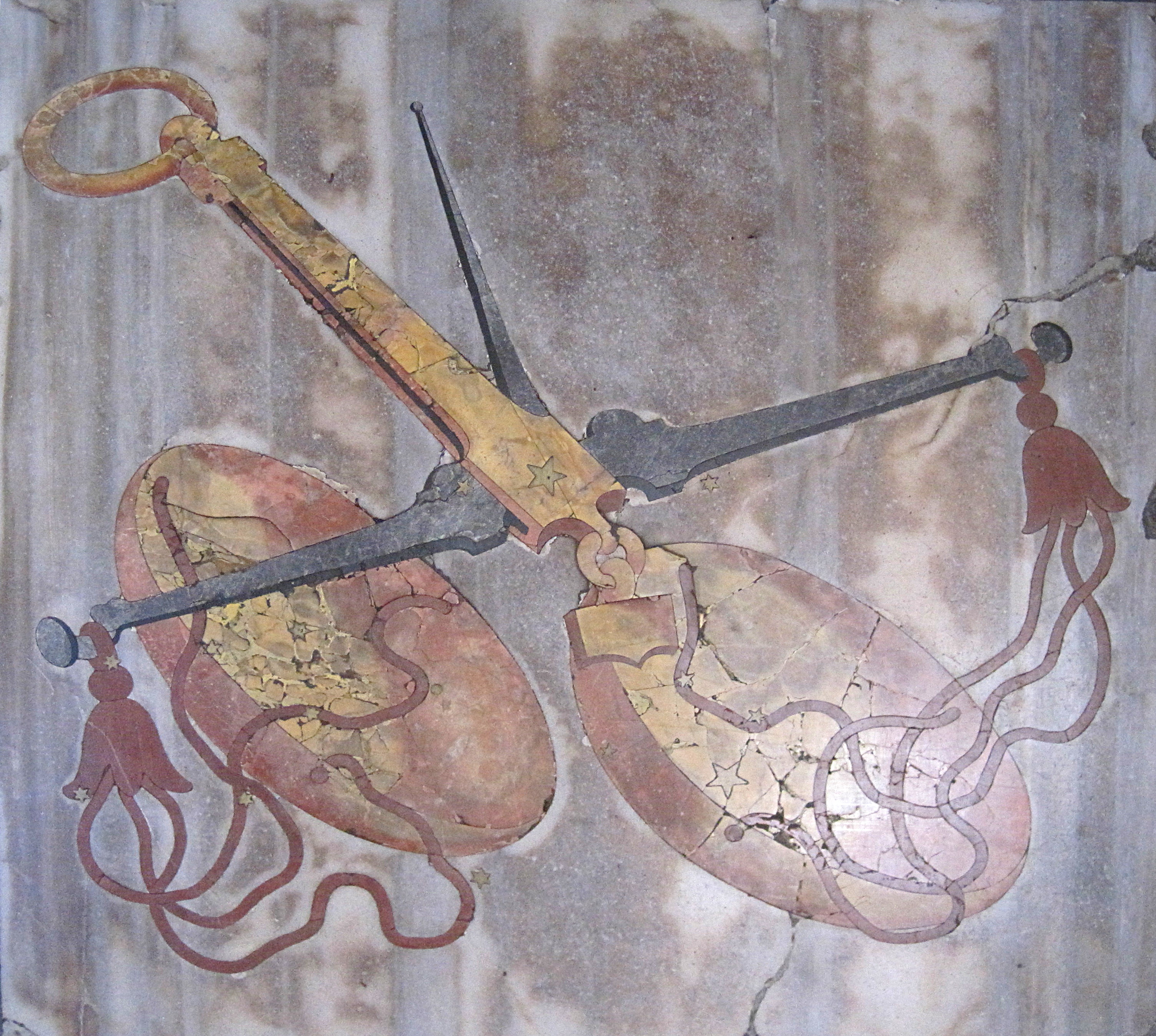
Signe zodiacal de la balance ornant la méridienne de la Basilique Ste-Marie-des-Anges-et-des-Martyrs à Rome.

## Observation des étoiles

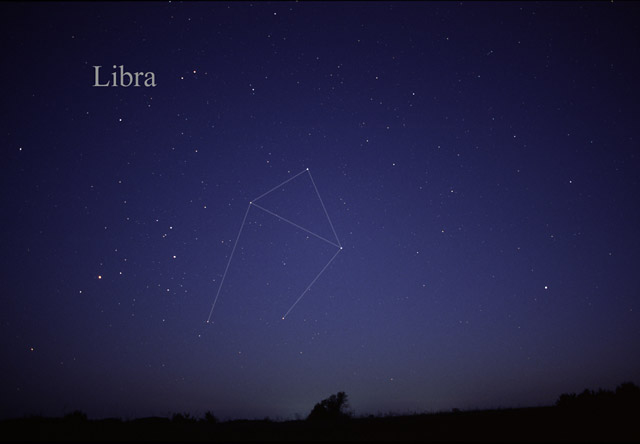
Constellation Balance

La Balance ne se repère pas facilement. Elle se distingue à partir du Scorpion, dont elle constituait autrefois les pinces.

Visibilité nocturne de la constellation.

Dans l'alignement général SE / NO de la constellation, on repère assez facilement les deux extrémités primitives des pinces : β au Nord, α au Sud, à une quinzaine de degrés de la tête du Scorpion.

## Étoiles principales
Les étoiles les plus brillantes de la Balance forment un rectangle. α et β Librae sont le fléau de la balance, et γ et δ en sont les plateaux.

### α Librae (Zuben Elgenubi)
α Librae, ou Zuben Elgenubi, la « pince du Sud » en arabe, également appelée Kiffa australis, la « balance du Sud », est une étoile double optique : elle est formée de deux étoiles, α1 Librae de magnitude 5,15 (nommée en premier car elle se situe plus à l'ouest) et α² Librae de magnitude 2,77. Ces deux étoiles sont probablement liées gravitationnellement car elles se déplacent de concert à 77 années-lumière de nous.
Elles sont cependant éloignées de près de 5 500 unités astronomiques et à cette distance, devraient orbiter l'une autour de l'autre en plus de 200 000 ans.
α² Librae est elle-même une étoile double, composée de deux étoiles de classe A à peu près identiques et très rapprochées.

### Zuben Eschamali (β Lib)
Zuben Eschamali, la « pince du Nord » en arabe, encore appelée Kiffa borealis, la « balance du Nord », est l'étoile la plus brillante de la constellation, cent-trente fois plus lumineuse que le Soleil. C'est une étoile blanche très chaude, tournant rapidement sur elle-même, cent fois plus vite que le Soleil.

### Autres étoiles
γ Librae est une géante jaune, éloignée de 152 années-lumière.
δ Librae est une étoile variable à éclipses de type Algol et de période 2,33 jours ; c'est une étoile double très resserrée dont la magnitude chute donc périodiquement de 4,90 à 5,90 en six heures seulement.
σ Librae (Brachium) est une géante rouge, trois cents fois plus lumineuse que le Soleil.
ι1 Librae est une étoile quadruple distante de 380 années-lumière, dont les deux principales composantes sont respectivement de magnitude 5,1 et 5,5.
Gliese 581 est une naine rouge située à 20,5 années-lumière du Soleil, autour de laquelle six exoplanètes ont été détectées. Deux d'entre elles, Gliese 581 c et Gliese 581 d, sont les premières planètes découvertes situées dans la zone habitable de leur étoile. Cependant, des observations ultérieures ont remis en cause l'existence de Gliese 581 d, g et f.
HD 140283, surnommée l'étoile Mathusalem, est l'une des plus vieilles étoiles connues de la Voie lactée.
HD 139139, aussi connue comme EPIC 249706694, est une étoile qui connaît des variations de luminosité étranges et qui ont été mises en évidence par le télescope spatial Kepler.

## Objets célestes
La Balance abrite l'amas globulaire NGC 5897, distant d'environ 50 000 années-lumière.